# Giuseppe Antignati (scultore)
Giuseppe Antignati (Milano, 1704 – Milano, 1778) è stato uno scultore italiano, di ambito lombardo.
Figlio dello scultore Giovan Battista Antignati, Giuseppe è attivo soprattutto nel settore della scultura lignea dove si distinse nella produzione di numerose statue di soggetto mariano in una vasta area geografica da Milano a Pavia, dalla Lomellina alla Valtellina. Suo è inoltre il modello ligneo della Madonnina del Duomo di Milano realizzata su progetto di Giuseppe Perego.